# 飛夢映畫工作室
飛夢映畫工作室（英語：Free Dream Production Studio）是一個從事影片製作的澳門商業團體，於2012年成立，由勞嘉濠、李嘉瀚和蔡德銘創立，其品牌名稱為飛夢映画；主要從事網絡短片，廣告及電影製作。2013年3月，開始於YouTube、FaceBook等平台上載影片。曾拍攝電影長片《熱唱吧》。

## 歷史
其子頻道名為「FreeDream飛夢的後現代生活」，以訪談、清談、飲食節目為主。
2019年製作電影長片《熱唱吧》，於2021年首映。
至2021年，YouTube訂閱人數已逾十萬。
2023年，製作微電影《十年前的我們 Still us》，紀念成立十年。

## 常用演員
- 梁展鴻（ENDY）
- 李偉榮（Wing Li Li）
- 馬思霖（Marceline）
- 陳韻兒（MIKO）
- 楊倩兒（ArChi）
- 「Lo Mei Pou」（Chloe）
- 飛斯道（Augusto）
- 黃金亮（Andy）
- 朱杏兒（Clara）
- 蘇安喬（Joana）
- 汪鳳鑾（Florence）
- 林志洪（Silver）
- 呂芷茵（Yammie）
- 李悦程（Mika）

## 註解
1. ↑  其繁體字名稱中的「画」應該視作異體字。